# Смажино
Смажино (пол. Smażyno) — село в Польщі, у гміні Ліня Вейгеровського повіту Поморського воєводства.
Населення — 231 особа (2011).
У 1975-1998 роках село належало до Гданського воєводства.

## Демографія
Демографічна структура станом на 31 березня 2011 року:
|          | Загалом | Допрацездатний вік | Працездатний вік | Постпрацездатний вік |
| -------- | ------- | ------------------ | ---------------- | -------------------- |
| Чоловіки | 125     | 39                 | 76               | 10                   |
| Жінки    | 106     | 25                 | 65               | 16                   |
| Разом    | 231     | 64                 | 141              | 26                   |